# Општина Харсешти (Арђеш)
Харсешти (рум. Hârseşti) општина је у Румунији у округу Арђеш.
Oпштина се налази на надморској висини од 174 m.